# Andrena resoluta
Andrena resoluta är en biart som beskrevs av Warncke 1973. Andrena resoluta ingår i släktet sandbin, och familjen grävbin. Inga underarter finns listade i Catalogue of Life.